# О-Фенилендиамин
о-Фенилендиамин — органическое соединение с формулой C6H8N2, ароматический диамин.

## Получение и лабораторная очистка
В промышленности о-фенилендиамин получают восстановлением 2-нитроанилина, который синтезируют аминированием 2-нитрохлорбензола. Восстановление можно проводить под действием различных реагентов, например, порошка железа, гидразина или сероводорода. Промышленный метод предполагает использование палладиевого катализатора. Также о-фенилендиамин можно получать аминированием 1,2-дихлорбензола или аминированием анилина.
В лаборатории о-фенилендиамин очищают кристаллизацией из 1 % водного раствора гидросульфита натрия, после чего вещество промывают ледяной водой, сушат в вакууме и сублимируют в вакууме. Возможна также очистка кристаллизацией из толуола и зонной плавкой. Можно также кипятить раствор диамина в хлористом метилене с углём, затем его упарить, а остаток перекристаллизовать.

## Химические свойства
о-Фенилендиамин проявляет свойства типичного ароматического амина, выступая в реакциях как основание и образуя устойчивые соли. Ароматическое кольцо может быть гидрировано с образованием дизамещённого циклогексана. При реакции с муравьиной кислотой происходит циклизация и образуется бензимидазол. Реакция с нитрилами или альдегидами в присутствии ацетата меди(II) приводит к образованию алкилзамещённых бензимидазолов. о-Фенилендиамин можно вводить в реакции с 1,2-дикарбонильными соединениями: при этом получаются хиноксалины. При реакции с азотистой кислотой в разбавленной серной кислоте происходит образование бензотриазола.
о-Фенилендиамин вступает в ряд окислительных реакций. Так, при его окислении водным хлоридом железа(III) образуется 2,3-диаминофеназин. Окисление оксидом серебра даёт о-бензохинондиимин, а окисление на воздухе в присутствии хлорида меди(I) приводит к образованию 1,4-дициано-1,3-бутадиена.

## Применение
Значительная часть о-фенилендиамина расходуется на синтез фунгицидов, содержащих в своей структуре фрагмент бензимидазола. Также о-фенилендиамин находит применение в синтезе ветеринарных антигельминтных препаратов.

## Токсичность
о-Фенилендиамин вызывает кожную сыпь, а также, вероятно, проникает через кожу в токсичных количествах. Испытания на кроликах показали, что данное вещество вызывает у них снижение веса, потерю координации, слабость, потемнение мочи и смерть. о-Фенилендиамин не считается канцерогеном, но провоцирует ненаследуемый генетический ущерб в клеточных культурах бактерий и млекопитающих.